# طپش (فیلم)
طپش فیلمی به کارگردانی و نویسندگی مهدی فخیم زاده و محصول سال ۱۳۶۷ است.

## خلاصه داستان
قمار باز آس و پاسی به نام تقی کیف مردی را می‌رباید، اما در آن جز نامه‌ای که نشان می‌دهد صاحب کیف قصد انتحار دارد به دست نمی‌آورد. او صاحب کیف را می‌یابد و هر دو تصمیم می‌گیرند که خود را از بین ببرند، اما ترس از مرگ مانع از عملی کردن تصمیم آن دو است. آن‌ها بر اثر برخوردهای رسول، برادر تقی و ماجراهایی که از سر می‌گذرانند از تصمیم خود منصرف می‌شوند.

## بازیگران
- اکبر زنجانپور
- اسماعیل محرابی
- ناصر آقایی
- شیرین گلکار
- ابراهیم آقاجانی
- سامی تحصنی
- منیژه آقایی